# ナイアル・コマフォード
ナイアル・コマフォード（Niall Comerford、2000年4月6日 - ）は、アイルランドのラグビー選手。

## プロフィール
- アイルランド・ダブリン出身[1]。
- ポジションはウィング(WTB)、センター(CTB)。
- 身長 183cm、体重 87kg

## 略歴
2020年、レンスターに加入。 
2024年、パリ五輪の7人制アイルランド代表に選ばれた。